# Емилиан
Вижте пояснителната страница за други личности с името Емилиан.
Марк Емилий Емилиан (Marcus Aemilius Aemilianus) е римски император за три месеца през 253 година.
Емилиан е либиец или бербер с неблагороден произход, родом от африканския остров Джерба в дн. Тунис. Женен за Корнелия Супера. Малко се знае за неговата кариера, освен че в 251–2 г. получава назначение от император Требониан Гал като губернатор на Долна Мизия и Панония едновременно.
След поражението на Деций Траян, Римската империя сключва унизителен мир с готите и трябва да им плаща ежегоден данък. Въпреки това още през следващата 252 г. варварите нарушават условията на договора и отново нахлуват в римските територии около река Дунав.
Емилиан отказва да им плати данъка за 253 г., като вместо това го използва, за да въоръжи и подкрепи легионите си. През лятото той отбива атаката на готския вожд Книва и провежда наказателен поход във вражеските земи на север от Дунава, връщайки достойнството на Рим. В изблик на радост легионерите провъзгласяват своя нов герой за император.

## Император
Първата стъпка на Емилиан е да поведе силите си към Италия срещу непопулярния император Требониан Гал (ок. средата на 253 г.). Без да влизат в бой повечето военни части изоставят Гал и се присъединяват към претендента. Требониан Гал е убит от своите войници, а Емилиан влиза в Рим, където Сената неохотно го признава за император.
След краткотрайно, но обещаващо управление, новият император е сполетян от същата съдба като своя предшественик. Извикан на помощ от Требониан Гал, легатът на Горна Германия Публий Валериан пристига със закъснение в Италия, където Емилиан вече се е възкачил на трона. Валериан, който се обявява за император, разполага с по-голяма армия от тази на опонента му. За да избегнат гражданска война, легионите разиграват подобен спектакъл както три месеца по-рано – Емилиан е убит своите войници преди да е започнало сражение (август – септември 253 г.). След свалянето на Емилиан Сенатът го обявява за узурпатор и осъжда името му на damnatio memoriae.
| „                                        | Емилиан дойде от изключително незначително семейство, управлението му беше още по-незначително и той беше убит през третия му месец. | “ |
| Евтропий, Brevarium ab Urbe condita, 9.6 | |   |